# Okres Šumperk
Šumperk (Duits: Mährisch Schönberg) is een district (Tsjechisch: Okres) in de Tsjechische regio Olomouc. De hoofdstad is Šumperk. Het district bestaat uit 77 gemeenten (Tsjechisch: Obec). Sinds 1 januari 2007 hoort de gemeente Lipinka niet meer bij deze okres, deze gemeente hoort nou bij de okres Olomouc.

## Lijst van gemeenten
De obcí (gemeenten) van de okres Šumperk. De vetgedrukte plaatsen hebben stadsrechten.
Bludov
- Bohdíkov
- Bohuslavice
- Bohutín
- Branná
- Bratrušov
- Brníčko
- Bušín
- Dlouhomilov
- Dolní Studénky
- Drozdov
- Dubicko
- Hanušovice
- Horní Studénky
- Hoštejn
- Hraběšice
- Hrabišín
- Hrabová
- Hynčina
- Chromeč
- Jakubovice
- Janoušov
- Jedlí
- Jestřebí
- Jindřichov
- Kamenná
- Klopina
- Kolšov
- Kopřivná
- Kosov
- Krchleby
- Lesnice
- Leština
- Libina
- Líšnice
- Loštice
- Loučná nad Desnou
- Lukavice
- Malá Morava
- Maletín
- Mírov
- Mohelnice
- Moravičany
- Nemile
- Nový Malín
- Olšany
- Oskava
- Palonín
- Pavlov
- Petrov nad Desnou
- Písařov
- Police
- Postřelmov
- Postřelmůvek
- Rájec
- Rapotín
- Rejchartice
- Rohle
- Rovensko
- Ruda nad Moravou
- Sobotín
- Staré Město
- Stavenice
- Sudkov
- Svébohov
- Šléglov
- Štíty
- Šumperk
- Třeština
- Úsov
- Velké Losiny
- Vernířovice
- Vikantice
- Vikýřovice
- Vyšehoří
- Zábřeh
- Zborov
- Zvole
Districten (okresy): Jeseník · Olomouc · Prostějov · Přerov · Šumperk 
 Kleine districten (správní obvody ORP): Hranice · Jeseník · Konice · Lipník nad Bečvou · Litovel · Mohelnice · Olomouc · Prostějov · Přerov · Šternberk · Šumperk · Uničov · Zábřeh